# سویتلانا زلوپوکینا
سویتلانا زلوپوکینا (انگلیسی: Svitlana Zelepukina؛ زادهٔ ۱۶ اوت ۱۹۸۰) ژیمناست هنری اهل اوکراین است.